# ハイ・ライフ (ウェイン・ショーターのアルバム)
『ハイ・ライフ』（High Life）は、ウェイン・ショーターが1995年に発表したスタジオ・アルバム。『ジョイ・ライダー』（1988年）以来7年ぶりのリーダー・アルバムで、ヴァーヴ・レコード移籍第1弾アルバムに当たる。

## 背景
マーカス・ミラーがプロデュース及び演奏で参加した。また、元ステップス・アヘッドのレイチェルZ、元リヴィング・カラーのウィル・カルホーン、M-Base系ギタリストのデヴィッド・ギルモア等のプレイヤーがサイドマンを務めた。

## 反響・評価
アメリカの『ビルボード』では、コンテンポラリー・ジャズ・アルバム・チャートで15位に達した。第39回グラミー賞では、本作が最優秀コンテンポラリー・ジャズ・パフォーマンス賞を受賞した。また、収録曲「チルドレン・オブ・ザ・ナイト」は最優秀インストゥルメンタル編曲賞、「ミッドナイト・イン・カルロッタズ・ヘア」は最優秀インストゥルメンタル作曲賞にノミネートされた。
Scott Yanowはオールミュージックにおいて5点満点中4点を付け「ウェザー・リポートのサウンドとの繋がりが見出せる（ただし、このグループがウェザー・リポートのコピーというわけではない）だけでなく、古くからのショーターのファンも、ここで聴ける彼の演奏が極めて刺激的と感じることだろう」と評している。

## 収録曲
全曲ともウェイン・ショーター作曲・編曲。
1. チルドレン・オブ・ザ・ナイト - "Children of the Night" - 7:24
2. アット・ザ・フェア - "At the Fair" - 7:29
3. マヤ - "Maya" - 5:12
4. オン・ザ・ミルキー・ウェイ・エクスプレス - "On the Milky Way Express" - 5:34
5. パンドラ・アウェイクンド - "Pandora Awakened" - 6:19
6. ヴァーゴ・ライジング - "Virgo Rising" - 6:46
7. ハイ・ライフ - "High Life" - 6:28
8. ミッドナイト・イン・カルロッタズ・ヘア - "Midnight in Carlotta's Hair" - 7:19
9. ブラック・スワン（スーザン・ポートリン・ロメオの記念に） - "Black Swan (In Memory of Susan Portlynn Romeo)" - 2:01

## 参加ミュージシャン
- ウェイン・ショーター - サクソフォーン（ソプラノ、アルト、テナー、バリトン）
- マーカス・ミラー - ギター、ベース・ギター、バスクラリネット、プログラミング
- レイチェルZ - ピアノ、シンセサイザー、サウンド・デザイン、シーケンシング
- デヴィッド・ギルモア - ギター
- ウィル・カルホーン - ドラムス
- レニー・カストロ - パーカッション
- アイアート・モレイラ - パーカッション
- テリ・リン・キャリントン - ドラムス(on #8)
- ムニャンゴ・ジャクソン - パーカッション(on #8)
- ケヴィン・リカード - パーカッション(on #8)
- デヴィッド・ワード - アディショナル・サウンド・デザイン

アディショナル・ミュージシャン
- ダニエル・ケリー、ジョセフ・マイヤー、ブラッド・ワーナー - フレンチホルン
- ジョン・ルイス、ロブ・マクレガー - トランペット
- スティーヴン・ホルトマン、ロバート・ペイン - トロンボーン
- カズエ・マクレガー、Annarenee Grizell、サラ・ワイズ - フルート
- エミリー・バーンスタイン、ラルフ・ウィリアムズ - クラリネット
- ゲイリー・ボヴヤー、ロリン・レヴィー - バスクラリネット
- ジョイス・ケリー＝クラーク - オーボエ
- リンダ・マゲリッジ、レスリー・リード - イングリッシュホルン
- ロナルド・ジャネリ - バスーン
- ジュリー・フェヴス、ミシェル・グレゴ - コントラバスーン
- スージー片山 - ヴァイオリン、コントラクター
- ブルース・デュコフ、アーメン・ガラベディアン、エディス・マークマン、シド・ペイジ、ミシェル・リチャーズ - ヴァイオリン
- ロバート・ベッカー、デニス・バッファム、ラルフ・フィールディング、ハリー・シリニアン、エヴァン・ウィルソン - ヴィオラ
- ラリー・コーベット - チェロ